# محمد راسخ مهند
محمد راسخ مهند (متولد ۱۶ اردیبهشت ۱۳۵۲ در همدان) زبان‌شناس ایرانی و استاد تمام گروه زبان‌شناسی دانشگاه بوعلی سینا است. حوزه پژوهش‌های او شامل نحو، دستور زبان فارسی، زبان‌شناسی شناختی، گونه‌شناسی زبان و تحلیل کلام است.
او سردبیری نشریهٔ پژوهش‌های زبان‌شناسی تطبیقی را بر عهده دارد.
راسخ مهند در دوازدهمین جشنواره نقد کتاب، برای نقد کتاب رده‌شناسی زبان‌های ایرانی به‌عنوان برگزیدهٔ بخش زبان‌شناسی شناخته شد.
همچنین در دوازدهمین دورهٔ جشنوارهٔ فارابی برای تألیف کتاب نحو زبان فارسی: نگاهی نقشی-رده‌شناختی شایستهٔ تقدیر شناخته شد.

## زندگی
محمد راسخ مهند در سال ۱۳۵۲ در همدان متولد شد. پس از طی دوره کارشناسی مترجمی زبان انگلیسی، دوره فوق‌لیسانس و دکترای زبان‌شناسی را در دانشگاه علامه طباطبایی گذراند و در سال ۱۳۸۲ از رساله دکتری خود دفاع کرد. از آن پس در گروه زبان‌شناسی دانشگاه بوعلی سینا مشغول تدریس و تحقیق است. او پس از طی کردن دوره‌های استادیاری و دانشیاری، در سال ۱۳۹۳ به رتبه استادی این دانشگاه رسید.
راسخ مهند تا کنون بیش از ۳۰ مقاله در مجلات علمی مختلف نوشته‌است که بیشتر آنها در زمینه نحو زبان فارسی‌ست.

از راست: محمد راسخ مهند، مهرداد نغزگوی کهن، علاءالدین طباطبایی، امید طبیب‌زاده و محرم اسلامی، ششمین کنفرانس زبان‌شناسی، دانشگاه علامه طباطبایی، ۱۳۸۳

ایستاده از راست: لودویگ پاول و محمد راسخ مهند، هامبورگ، تابستان ۱۳۹۰

## کتاب‌ها
- نحو زبان فارسی (نگاهی نقشی-رده‌شناختی)، محمد راسخ مهند، تهران: آگه، ۱۳۹۸
- مکاتب زبان‌شناسی، محمد راسخ مهند، تهران: آگه، ۱۳۹۸
- درآمدی بر زبان‌شناسی شناختی: نظریه‌ها و مفاهیم، محمد راسخ مهند، تهران: سمت، ۱۳۸۹
- گفتارهایی در نحو، محمد راسخ مهند، تهران: مرکز، ۱۳۸۸
- فرهنگ توصیفی مکاتب زبان‌شناسی، محمد راسخ مهند، مجتبی علیزاده صحرایی و راحله ایزدی‌فر، ناشر: علمی، ۱۳۹۳
- فرهنگ توصیفی نحو، محمد راسخ مهند، ناشر: علمی، ۱۳۹۳
- جشن‌نامه دکتر یدالله ثمره، امید طبیب‌زاده و محمد راسخ مهند (به اهتمام)، تهران: انتشارات دانشگاه بوعلی سینا، ۱۳۸۳